# Diego Sarrió Cucarella
Diego Ramón Sarrió Cucarella MAfr (ur. 20 lipca 1971 w Walencji) – hiszpański duchowny katolicki, biskup Laghouat w Algierii od 2025.

## Życiorys
Święcenia kapłańskie przyjął 2 czerwca 2001 w zgromadzeniu Ojców Białych.
25 stycznia 2025 został mianowany biskupem Laghouat. Sakrę przyjął 19 marca 2025 w bazylice św. Piotra na Watykanie wraz z biskupem Samuele Sangallim z rąk kardynała Luisa Antonio Tagle.